# 刘红良
刘红良（1983年4月22日—），是已退役的中国足球运动员，曾经是上海申花青年队派赴巴西留学的队员之一，也曾经代表申花出战过亚冠赛事。
2008年初，他被南昌八一挂牌，无人问津，随即宣布退役，年仅24岁。